# Bénin Airlines
 (avril 2024).
Si vous disposez d'ouvrages ou d'articles de référence ou si vous connaissez des sites web de qualité traitant du thème abordé ici, merci de compléter l'article en donnant les références utiles à sa vérifiabilité et en les liant à la section « Notes et références ».
 (avril 2024).
La mise en forme du texte ne suit pas les recommandations de Wikipédia : il faut le « wikifier ».
Les points d'amélioration suivants sont les cas les plus fréquents. Le détail des points à revoir est peut-être précisé sur la page de discussion.
- Les titres sont pré-formatés par le logiciel. Ils ne sont ni en capitales, ni en gras.
- Le texte ne doit pas être écrit en capitales (les noms de famille non plus), ni en gras, ni en italique, ni en « petit »…
- Le gras n'est utilisé que pour surligner le titre de l'article dans l'introduction, une seule fois.
- L'italique est rarement utilisé : mots en langue étrangère, titres d'œuvres, noms de bateaux, etc.
- Les citations ne sont pas en italique mais en corps de texte normal. Elles sont entourées par des guillemets français : « et ».
- Les listes à puces sont à éviter, des paragraphes rédigés étant largement préférés. Les tableaux sont à réserver à la présentation de données structurées (résultats, etc.).
- Les appels de note de bas de page (petits chiffres en exposant, introduits par l'outil «  Source ») sont à placer entre la fin de phrase et le point final[comme ça].
- Les liens internes (vers d'autres articles de Wikipédia) sont à choisir avec parcimonie. Créez des liens vers des articles approfondissant le sujet. Les termes génériques sans rapport avec le sujet sont à éviter, ainsi que les répétitions de liens vers un même terme.
- Les liens externes sont à placer uniquement dans une section « Liens externes », à la fin de l'article. Ces liens sont à choisir avec parcimonie suivant les règles définies. Si un lien sert de source à l'article, son insertion dans le texte est à faire par les notes de bas de page.
- La présentation des références doit suivre les conventions bibliographiques. Il est recommandé d'utiliser les modèles {{Ouvrage}}, {{Chapitre}}, {{Article}}, {{Lien web}} et/ou {{Bibliographie}}. Le mode d'édition visuel peut mettre en forme automatiquement les références.
- Insérer une infobox (cadre d'informations à droite) n'est pas obligatoire pour parachever la mise en page.

Pour une aide détaillée, merci de consulter Aide:Wikification.
Si vous pensez que ces points ont été résolus, vous pouvez retirer ce bandeau et améliorer la mise en forme d'un autre article.
Bénin Airlines (ex Air taxi Bénin) est une compagnie aérienne agrée par l’Agence Nationale de l’Aviation Civile (ANAC) et certifiée par elle selon les standards OACI en matière d’utilisation des aéronefs, de leur entretien et des qualifications du personnel navigant.
Les ailes du Bénin

## Histoire
2014 – 2015 : création de la compagnie  et  prestataire de services d’assistance au sol, pour un projet de vols offshore par hélicoptère, commandité par un opérateur nigérian. Processus de certification et obtention du premier Permis d'Exploitation Aérien avec un PA 30 Piper Comanche et démarrage de vols à la demande sur l’intérieur du Benin.
2016 : achat d’un Piper Seneca de 5 places et obtention du premier PEA validé par un audit de l'OACI. Au cours de la même année, l’aviation civile béninoise a été certifiée par l'OACI, et l'aéroport de Cotonou est sorti de la liste noire européenne. De plus, en 2016, BENIN Airlines (ex Air Taxi Bénin) était la seule compagnie de droit béninois à avoir un Permis d'exploitation Aérienne valide.
2017 : Démarrage du transport des pèlerins à La Mecque dans le cadre du Hajj. La compagnie s’est fait assister de partenaires techniques d'envergure tels que Turkish Airlines, et Ethiopian Airlines.
2018 : leasing d'un Cessna Caravan de douze places et lancement de la ligne de vols réguliers sur Parakou trois fois par semaine. Au cours de la même année, obtention de la désignation pour opérer des vols sur Lagos (Nigeria), début, sur une base hebdomadaire, des vols cargo sur Lagos.
2019 : acquisition d’une civière médicalisée et début de la procédure de certification pour opérer des vols EVASAN médicalisés.
2020-2022 : changement de nom et aboutissement des prises de part au capital de la compagnie. Ainsi, le capital social de la société est porté de vingt-cinq millions (25 000 000) francs CFA à cent millions (100 000 000) de francs CFA.
2023 : la compagnie s'est dotée de deux Twin Otter DHC-6-400 immatriculés respectivement TY-BAB et TY-BAC. Elle a également accru son effectif notamment aux services commercial, qualité et de formation et navigabilité. Une étude du projet de développement de la compagnie a été effectuée par Airbus Consulting et sa mise en œuvre est en cours. 
2024 : la compagnie a pour projet d'ouvrir la ligne régionale avec un ATR - 72. Elle ajoute à sa flotte deux Beechcraft 1900C et 1900D  pouvant lui permettre de lancer la demande d'agrément IATA. Son PEA est également renouvelé ; cet agrément accordé par l’Agence Nationale de l'Aviation Civile  lui permet de mettre à la disposition de sa clientèle ses services de vols. 

## Flotte
La compagnie possède deux Twin Otter DHC-6-400 et deux Beechcraft. L'un étant le 1900C et l'autre la 1900D[réf. nécessaire].  

## Destination
La compagnie envisage rouvrir une ligne régulière vers l'aérodrome de Tourou, vers l'Afrique de l'ouest, centrale et le Moyen-Orient. 
| DESTINATION | AÉROPORTS                                     | IATA | OACI | NOTES                 |
| Tourou      | Aéroport de Tourou                            |      |      | D'ici fin 2024        |
| Lomé        | Aéroport International Gnassingbé Eyadema     | LFW  | DXXX | D'ici fin 2024        |
| Accra       | Aéroport International de Kotoka              | ACC  | DGAA | D'ici fin 2024        |
| Bamako      | Aéroport International Modibo Kéïta-Senou     | BKO  | GABS | D'ici fin 2024        |
| Ouagadougou | Aéroport International de Ouagadougou         | OUA  | DFFD | D'ici fin 2024        |
| Niamey      | Aéroport Diori Hamani de Niamey               | NIM  | DRRN | D'ici fin 2024        |
| Lagos       | Aéroport Murtala Muhammed ° IKEJA             | LOS  | DNMM | D'ici fin 2024        |
| Douala      | Aéroport International de Douala              | DLA  | FKKD | D'ici fin 2024        |
| Abidjan     | Aéroport International Félix Houphouët Boigny | ABJ  | DIAP | D'ici fin 2024        |
| Libreville  | Aéroport International Léon Mba               | LBV  | FOOL | D'ici fin 2024        |
| Brazzaville | Aéroport International Maya-Maya              | BZV  | FCBB | D'ici fin 2024        |
| Dakar       | Aéroport International Blaise Diagne          | DSS  | GOBD | D'ici fin 2024        |
| Kinshasa    | Aéroport International de Ndjili              | FIH  | FZAA | D'ici fin 2024        |
| Kampala     | Aéroport International d'Entebbe              | KLA  | HUEN | D'ici fin 2024        |
| Istanbul    | Aéroport Atatürk d'Istanbul                   | IST  | LTFM | Dans le cadre du Hajj |